# 8،7،3،2-رباعي كلورو ثنائي بنزو الديوكسين
2,3,7,8-تيتراكلوروديبينزوديوكسين أو 2,3,7,8-رباعي كلورو ثنائي بنزوديوكسين (بالإنجليزية: 2,3,7,8-Tetrachlorodibenzo)‏ هو ثنائي بنزو ديوكسين متعدد الكلور -يختصر في بعض الأحيان إلى ديوكسين، مع أنّ التسمية هذه غير دقيقة- وله الصيغة الكيميائية C12H4Cl4O2. الديوكسين TCDD  النقي عبارة عن مادة صلبة عديمة اللون خالية من أي رائحة مميزة عند درجة حرارة الغرفة. وعادةً ما يكون على شكل منتج جانبي للبناء العضوي ولحرق المواد العضوية. يعتبر الديوكسين  TCDD (المتجانس) المركب الأكثر فاعلية من سلسلته المعروفة باسم (ثنائي بنزو الديوكسينات متعدد الكلور) واختصارها الديوكسينات PCDDs والتي أصبحت تعرف بــ ملوث العامل البرتقالي؛ مبيد حشري تم استخدامه في الحرب الفيتنامية. تم انبعاث الديوكسين TCDD إلى البيئة في كارثة سيفيزو. وهو أيضًا ملوث عضوي ثابت عادةً ما يتواجد في خليط معقد من مركبات أشباه الديوكسين، ويعتبر كمادة مسرطنة في القوارض.

## السميّة
يعتبر فريق الخبراء في منظمة الصحة العالمية التطوريّة السميّة المرتبطة بالديوكسينات كالأكثر خطورة على وجود الإنسان. ولأنَّ الناس عادةً ما يتعرضون لعدد من المواد الكيميائية شبيهة الديوكسين في الوقت نفسه، فإنَّ الكثير من التفاصيل تكون في الحسبان للديوكسينات والمركبات الشبيهة بالديوكسين.

### السرطان
في عام 1997م، تم تصنيف الــ TCDD من قِبل الوكالة الدوليّة لأبحاث السرطان على أنّه مادة مسرطنة للبشر (المجموعة الأولى). تتوفر دراسات لتصنيفات الخطر المترتب على التعرض المهني فكان تصنيف الــ TCDD ضعيفًا وضمن حدود الكشف/الفحص الطبيعي، حتى في حالات التعرض المرتفعة. ولذلك، لم يتم اعتبار تلك البيانات البشرية كافية، وكانت بشكلها الأساسيّ معتمدة على التجارب على الحيوانات واعتبارات ميكانيكية.  وهذا ما تم اعتباره كانحراف عن قواعد التصنيف لـ IARC. يدور الكثير من الجدل حول ما إذا كان الــ TCDD مركب مسرطن فقط في حالة التعرض لجرعات عالية والتي تتسبب في تسمم الأنسجة المُدمرة.

## روابط خارجية
- U.S. National Library of Medicine: Hazardous Substances Databank – 2,3,7,8-Tetrachlorodibenzodioxin
- Dioxin synopsis
- Dioxins
- CDC - NIOSH Pocket Guide to Chemical Hazards